# Daniel Maldini
Daniel Maldini (11. říjen 2001, Milán, Itálie) je italský fotbalový útočník hrající za Atalantu. Jeho dědečkem byl fotbalista a trenér Cesare Maldini a jeho otcem je obránce Paolo Maldini.

## Přestupy
- z AC Milán do AC Monza za 5 000 000 Euro
- z AC Monza do Atalanta BC za 10 000 000 Euro

## Statistiky
| Sezóna          | Klub            | Liga            | Liga   | Liga | Domácí poháry | Domácí poháry | Domácí poháry | Kontinentální poháry | Kontinentální poháry | Kontinentální poháry | Celkem | Celkem |
| Sezóna          | Klub            | Soutěž          | Zápasy | Góly | Soutěž        | Zápasy        | Góly          | Soutěž               | Zápasy               | Góly                 | Zápasy | Góly   |
| --------------- | --------------- | --------------- | ------ | ---- | ------------- | ------------- | ------------- | -------------------- | -------------------- | -------------------- | ------ | ------ |
| 2019/20         | Milán           | Serie A         | 2      | 0    | IP            | 0             | 0             | -                    | 0                    | 0                    | 2      | 0      |
| 2020/21         | Milán           | Serie A         | 5      | 0    | IP            | 0             | 0             | EL                   | 4                    | 0                    | 9      | 0      |
| 2021/22         | Milán           | Serie A         | 8      | 1    | IP            | 2             | 0             | LM                   | 3                    | 0                    | 13     | 1      |
| Celkem za Milán | Celkem za Milán | Celkem za Milán | 15     | 1    | -             | 2             | 0             | -                    | 7                    | 0                    | 24     | 1      |
| 2022/23         | Spezia          | Serie A         | 18     | 2    | IP            | 2             | 1             | -                    | 0                    | 0                    | 20     | 3      |
| 2023/24         | Empoli          | Serie A         | 7      | 0    | IP            | 0             | 0             | -                    | 0                    | 0                    | 7      | 0      |
| 2024            | Monza           | Serie A         | 11     | 4    | IP            | 0             | 0             | -                    | 0                    | 0                    | 11     | 4      |
| 2024/25         | Monza           | Serie A         | 20     | 3    | IP            | 1             | 0             | -                    | 0                    | 0                    | 21     | 3      |
| Celkem za Monzu | Celkem za Monzu | Celkem za Monzu | 31     | 7    | -             | 1             | 0             | -                    | 0                    | 0                    | 32     | 7      |
| 2025            | Atalanta        | Serie A         | 10     | 3    | IP            | 1             | 0             | LM                   | 0                    | 0                    | 11     | 3      |
| Celkově         | Celkově         | Celkově         | 80     | 13   | -             | 6             | 1             | -                    | 7                    | 0                    | 94     | 14     |

## Úspěchy

### Klubové
- vítěz italské ligy (1x)

Milán: 2021/22